# Bełtno
Bełtno [ˈbɛu̯tnɔ] (tiếng Đức: Boltenhagen) là một ngôi làng thuộc khu hành chính của Gmina widwin, thuộc quận Świdwin, West Pomeranian Voivodeship, ở phía tây bắc Ba Lan. Nó nằm khoảng 9 kilômét (6 mi) về phía tây của Świdwin và 81 km (50 mi) về phía đông bắc của thủ đô khu vực Szczecin.
Ngôi làng có dân số là 174 người.